# نورما ويلسون (عداءة سريعة)
نورما ويلسون (بالإنجليزية: Norma Wilson)‏ هي عداءة سريعة نيوزيلندية، ولدت في 11 ديسمبر 1909، وتوفيت في 10 يوليو 2000.

## وصلات خارجية
- نورما ويلسون على موقع أوليمبيديا (الإنجليزية)
- نورما ويلسون على موقع اللجنة الأولمبية النيوزيلندية (الإنجليزية)